# 本塔里克
本塔里克，是西班牙安达卢西亚自治区阿尔梅里亚省的一个市镇。 总面积11km2, 总人口293人（2001年），人口密度27人/km2。